# Statér

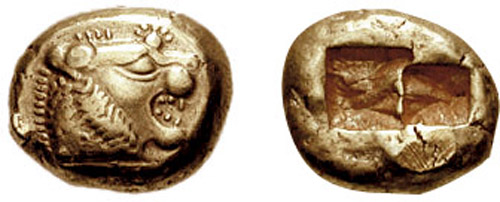
Statér z elektronu (Lydie, 6. stol. př. n. l.)

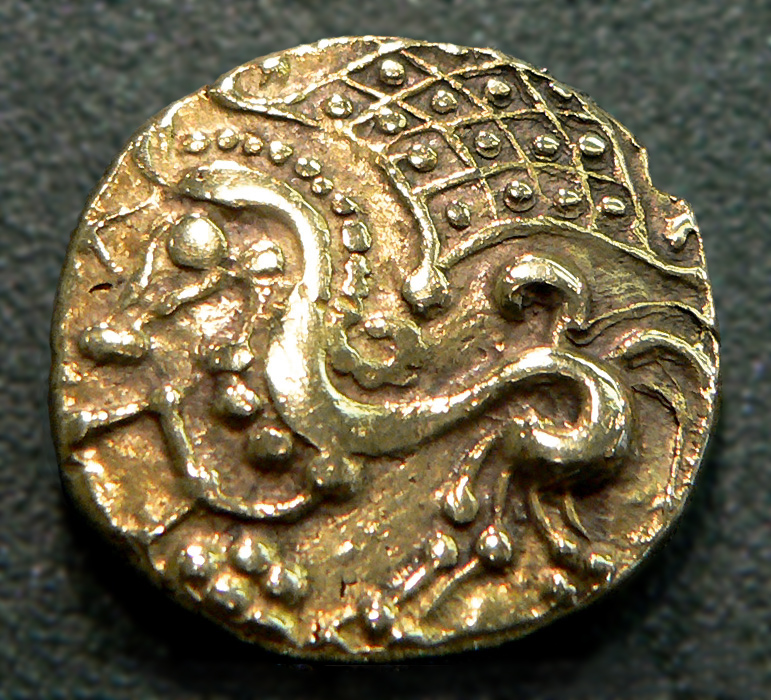
Zlatý keltský statér (Gallie, kolem 100 př. n. l.)

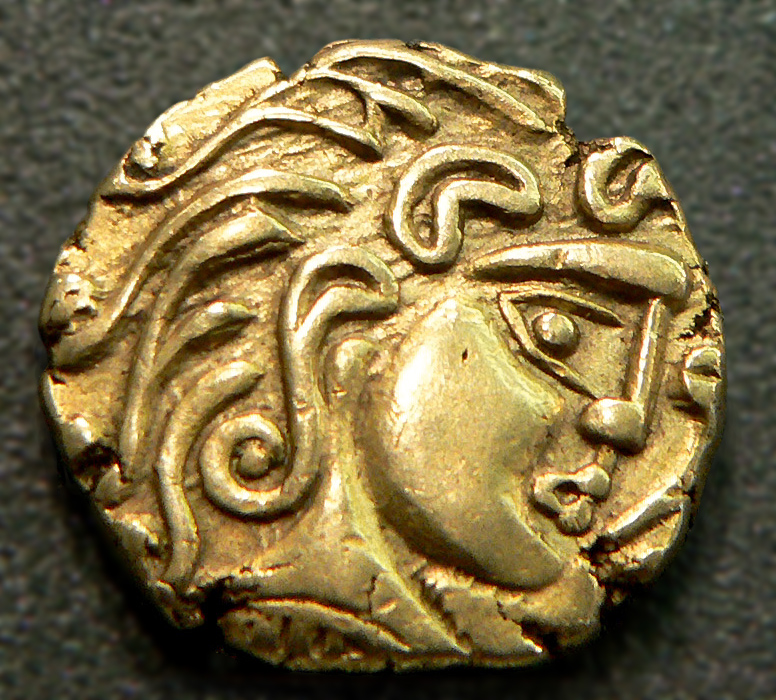
Statér gallských Parisiů (Paříž, asi 100 př. n. l.)

Statér (řec.) byla starověká váhová jednotka a mince, ražená ze zlata, z elektronu i ze stříbra a užívaná v Řecku i v celém Středomoří. Původní význam slova byl „těžký, vážící“. V klasické době odpovídal statér dvěma drachmám, jako váhová jednotka se pohyboval mezi 10 a 16 gramy. Jako statéry se označují patrně nejstarší maloasijské mince, ražené z elektra (slitiny zlata a stříbra), i keltské zlaté „duhovky“, které se našly i na českém území.

## Mincovní soustava v klasických Athénách
- 1 talent = 60 min
- 1 mina = 100 drachem
- 1 statér = 2 drachmy
- 1 drachma = 6 obolů
- 1 obolos = 8 chalkoi